# Araneus singularis
Araneus singularis är en spindelart som först beskrevs av Arthur Urquhart 1891.  Araneus singularis ingår i släktet Araneus och familjen hjulspindlar.
Artens utbredningsområde är Tasmanien. Inga underarter finns listade i Catalogue of Life.